# Truttemer-le-Grand
Truttemer-le-Grand (Ausspracheⓘ) ist eine ehemalige französische Gemeinde mit 720 Einwohnern (Stand 1. Januar 2022), den Truttemériens, im Département Calvados in der Region Normandie.
Am 1. Januar 2016 wurde Truttemer-le-Grand im Zuge einer Gebietsreform zusammen mit sieben benachbarten Gemeinden als Ortsteil in die neue Gemeinde Vire Normandie eingegliedert.

## Geografie
Truttemer-le-Grand liegt rund 9,5 Kilometer südöstlich von Vire. Hier entspringt das Flüsschen Diane, das zum Noireau entwässert. Vom im Département Orne gelegenen Flers ist der Ort gut 22 Kilometer entfernt. Die Südostgrenze Truttemer-le-Grands berührt die des Départements Manche.

## Bevölkerungsentwicklung
| Jahr                             | 1793  | 1836  | 1876 | 1926 | 1946 | 1968 | 1990 | 2013 |
| Einwohner                        | 1.084 | 1.117 | 923  | 628  | 577  | 583  | 585  | 643  |
| Quelle: Cassini, EHESS und INSEE |       |       |      |      |      |      |      |      |

## Sehenswürdigkeiten
- Kirche Saint-Martin aus dem 19. Jahrhundert

## Persönlichkeiten
- Gaston Poulain (1927–2015), ehemaliger Bischof von Périgueux